# Fanny (filme)
Fanny (bra Fanny) é um filme estadunidense de 1961, do gênero comédia dramático-romântica, dirigido por Joshua Logan, com roteiro de Julius J. Epstein baseado em múltiplas obras: Fanny, musical de Harold Rome por sua vez baseado em livro homônimo de Joshua Logan e S. N. Behrman; na peça teatral Marius, de Marcel Pagnol; e em suas peças Fanny e César; além dos filmes Marius (1931), Fanny (1932) e César (1936), com roteiro de Pagnol.

## Sinopse
Aos 19 anos, o jovem Marius ficam em dúvida entre deixar a cidade, onde está farto de trabalhar para seu pai, e assumir a paixão por Fanny, com quem cresceu junto e acaba de confessar que ele é seu grande amor.

## Elenco
- Leslie Caron .... Fanny
- Horst Buchholz .... Marius
- Maurice Chevalier .... Panisse
- Charles Boyer .... Cesar
- Georgette Anys .... Honorine, a mãe de Fanny
- Salvatore Baccaloni .... Escartifique
- Lionel Jeffries .... sr. Brun
- Joël Flateau .... Cesario, filho de Fanny
- Victor Francen .... irmão mais velho de Panisse

## Prêmios e indicações
| Prêmio             | Categoria                  | Recipiente                   | Resultado |
| ------------------ | -------------------------- | ---------------------------- | --------- |
| Globo de Ouro 1962 | Melhor filme - drama       | Joshua Logan (prod.)         | Indicado  |
| Globo de Ouro 1962 | Melhor atriz - drama       | Leslie Caron                 | Indicado  |
| Globo de Ouro 1962 | Melhor ator - drama        | Maurice Chevalier            | Indicado  |
| Globo de Ouro 1962 | Melhor trilha sonora       | Harold Rome                  | Indicado  |
| Oscar 1962         | Melhor filme               | Joshua Logan (prod.)         | Indicado  |
| Oscar 1962         | Melhor ator                | Charles Boyer                | Indicado  |
| Oscar 1962         | Melhor trilha sonora       | Morris Stoloff, Harry Sukman | Indicado  |
| Oscar 1962         | Melhor fotografia em cores | Jack Cardiff                 | Indicado  |
| Oscar 1962         | Melhor edição              | William H. Reynolds          | Indicado  |